# Berching
Berching je město v německé spolkové zemi Bavorsko, v zemském okrese Neumarkt in der Oberpfalz ve vládním obvodu Horní Falc.
Žije zde přibližně 9 100 obyvatel.

## Geografie

### Sousední obce
| Růžice kompasu | Mühlhausen | Deining    | Seubersdorf in der Oberpfalz | Růžice kompasu |
| Růžice kompasu | Freystadt  | Sever      | Breitenbrunn                 | Růžice kompasu |
| Růžice kompasu | Freystadt  | Berching   | Breitenbrunn                 | Růžice kompasu |
| Růžice kompasu | Freystadt  | Jih        | Breitenbrunn                 | Růžice kompasu |
| Růžice kompasu | Greding    | Beilngries | Dietfurt an der Altmühl      | Růžice kompasu |